# Sherlock Holmes: The Devil's Daughter
Sherlock Holmes: La hija del diablo (Sherlock Holmes: The Devil's Daughter) alternativamente Sherlock Holmes: La hija del Demonio es un videojuego de aventura de la serie Sherlock Holmes, desarrollado por Frogwares y publicado por Bigben Interactive para Microsoft Windows, PlayStation 4 y Xbox One en 2016. Fue lanzado en la Xbox One, PlayStation 4 y PC el 10 de junio de 2016 (hasta el momento no en Latinoamérica).

## Jugabilidad
Al igual que su predecesor, Sherlock Holmes: Crímenes y Castigos, la mayor parte del juego consiste en la exploración de la escena del crimen y el examen de las pistas. Una vez descubiertas, las pistas se añaden a un "tablero de deducción", una mecánica de juego que implica la vinculación de piezas de información juntas, que dará lugar a posibles deducciones diferentes. Una vez que las deducciones se conectan entre sí, el jugador tendrá un árbol lleno de deducciones en la memoria, llamado "Palacio de la mente del jugador". Dependiendo de cómo los jugadores interpretan las pistas, tendrán diferentes conclusiones. Por lo tanto, el jugador puede fallar o tener éxito en encontrar al culpable.

## Narrativa
En cinco casos vinculados, Holmes se enfrenta oscuros secretos familiares.

## Desarrollo
El 8 de mayo de 2015, una octava entrega de la serie fue anunciada. Kerry Shale se esperaba originalmente para repetir su papel como Sherlock; sin embargo, se confirmó más tarde por Frogwares que el juego se centraría en una encarnación diferente de Sherlock Holmes y contaría con un nuevo actor en el papel.
La hija del diablo será el primer juego desde el año 2007 que no será publicado por Focus Home Interactive; en su lugar, será publicado por Bigben Interactive. No se dieron razones para el cambio de editor.

## Recepción
La versión PS4 del juego tiene una puntuación de 70% en Metacritic. Gamespot otorgó una puntuación de 6,0 sobre 10, diciendo "Es un fantástico juego de detectives. Es una pena que esté empantanado por cuestiones técnicas innumerables, y hay un intento mediocre para inyectar un poco de acción en el procedimiento". IGN le otorgó una puntuación de 5.0 sobre 10, diciendo Sherlock Holmes: La hija del diablo tiene buenos misterios, pero la forma de interactuar con ellos es rígida y limitante".